# François-André de Tilly
François-André Roussel de Tilly,  né à Autun vers 1686 et mort le 30 juillet 1775, est un prélat français du XVIIIe siècle.

## Biographie
Il fut abbé de Mazan, de Saint-Eusèbe d'Apt et de Mauléon. Il fut nommé évêque d'Orange en 1731 par Louis XV. En 1760 il supprime l'abbaye de Notre-Dame du Puy d'Orange et la réunit à l'abbaye de Saint-Croix d'Apt. En mai 1774 il se démet de son diocèse et meurt le 30 juillet 1775 à Saint-André-de-Ramières, près de Gigondas.